# La Defensa, Alto Lucero de Gutiérrez Barrios
La Defensa är en ort i Mexiko.   Den ligger i kommunen Alto Lucero de Gutiérrez Barrios och delstaten Veracruz, i den sydöstra delen av landet, 280 km öster om huvudstaden Mexico City. La Defensa ligger 35 meter över havet och antalet invånare är 242.
Terrängen runt La Defensa är platt österut, men åt sydväst är den kuperad. Havet är nära La Defensa åt nordost.  Närmaste större samhälle är Villa Emilio Carranza, 14,5 km nordväst om La Defensa. 